# Paulista
Paulista − miasto w Brazylii, w stanie Pernambuco.
Liczba mieszkańców 1 lipca 2008 roku wynosiła 314 302.
W mieście rozwinął się przemysł włókienniczy, odzieżowy, spożywczy oraz metalurgiczny.